# Championnat de Tunisie masculin de volley-ball 1961-1962
Navigation
Saison précédente Saison suivante
Le championnat de Tunisie masculin de volley-ball 1961-1962 oppose les neuf meilleures équipes tunisiennes de volley-ball, après la dissolution de l'Association sportive française, et s'achève avec huit équipes, avec le forfait général de la Jeunesse olympique de Tunis en phase retour.
L'évènement principal du championnat est la fusion de l'Étoile sportive goulettoise et de l'Étoile sportive goulettoise au sein du Club sportif goulettois, ce qui permet aux joueurs des deux clubs de signer au profit de l'équipe de leur choix. Habib Ben Ezzeddine, Ridha Jaïet, Abdelkrim Derouiche et Chedly Fazaa rejoignent les rangs de l'Avenir musulman, où ils vont constituer avec Chamseddine Ben Ammar, Anouar Tebourbi, Mohamed Moncef Labidi, Khaled Jemaïel, Mohamed Ali Ben Youssef et Larbi Jenhani un ensemble qui rafle le championnat et la coupe de Tunisie. Hassine Belkhouja revient à l'Espérance sportive de Tunis et, malgré l'apport de Max Sitruk, Roland Mimouni, Samuel Belaiche et Jean-Pierre Mimouni, le Club sportif goulettois est dépassé par l'Avenir musulman.

## Division nationale
Le classement final est le suivant :
| Rang | Équipe                             | Points | Matchs | Victoires | Défaites |
| 1    | Avenir musulman                    | 26     | 14     | 12        | 2        |
| 2    | Club sportif goulettois            | 25     | 14     | 11        | 3        |
| 3    | Alliance sportive                  | 23     | 14     | 9         | 5        |
| 4    | Cercle des nageurs tunisiens       | 22     | 14     | 8         | 6        |
| -    | Espérance sportive de Tunis        | 22     | 14     | 8         | 6        |
| 6    | Union sportive tunisienne          | 18     | 14     | 8         | 10       |
| 7    | Association sportive de Montfleury | 16     | 14     | 3         | 11       |
| 8    | Club sportif des cheminots         | 15     | 14     | 1         | 13       |
| -    | Jeunesse olympique de Tunis        | FG     |        |           |          |

## Division 2
Les deux premiers classés, Saydia Sports et le Club africain, accèdent en division nationale. Les autres clubs de la division sont : 
- Al Hilal
- Avant-garde de Tunis
- Zitouna Sports
- Union culturelle de Sfax
- Association sportive des sapeurs pompiers
- Stade nabeulien